# Heritage Plaza
Heritage Plaza je mrakodrap v texaském městě Houston. Má 53 pater a výšku 232 metrů, je tak 5. nejvyšší mrakodrap ve městě. Byl dokončen v roce 1987, za designem budovy stojí M. Nasr & Partners.